# Tjumen'
Tjumén' (in russo Тюме́нь?  anche traslitterato come Tyumen o Tjumen) è una città della Russia siberiana occidentale. È capoluogo degli omonimi oblast' e rajon, pur essendo amministrativamente separata da quest'ultimo.
Prima città della Siberia, fondata nel XVI secolo a sostegno dell'espansione russa ad est, la città è rimasta uno dei più importanti centri industriali ed economici ad est della catena degli Urali. Situata all'incrocio di diverse ed importanti vie commerciali e con facile accesso alle vie navigabili, si è rapidamente sviluppata da un piccolo insediamento militare in una grande città commerciale e industriale. 
Tjumen' è il fulcro del trasporto industriale dell'oblast' di Tjumen', una vasta regione ricca di petrolio che si estende dal confine con il Kazakistan all'Oceano Artico, così come la sede di molte aziende russe che si occupano di petrolio e gas naturale. La città oggi è uno dei centri d'affari più importanti della Russia ed è anche in primo piano nella vita politica e culturale del paese.

## Geografia fisica

### Territorio

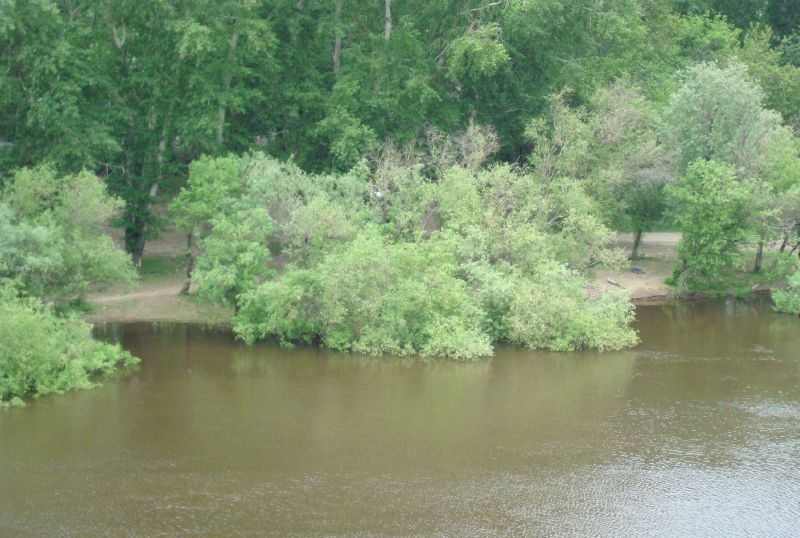
La sponda sinistra del fiume Tura nei pressi di Tjumen'

Tjumen' si trova in Asia ad est dei monti Urali, nel bassopiano siberiano occidentale alla confluenza dei fiumi Tjumenka e Tura, affluente di sinistra del Tobol, appartenenti al bacino dell'Irtyš. La città è situata a 1725 km ad est di Mosca, a 325 km ad est di Ekaterinburg, a 246 km a sud-ovest di Tobol'sk e a 678 km ad ovest di Omsk. Il territorio circostante è caratterizzato dalla taiga, da piccoli laghi e acquitrini.
La principale caratteristica geografica è il fiume Tura, che attraversa la città da nord-ovest a sud-est. Il fiume è navigabile a valle della città. La riva sinistra del Tura è una pianura alluvionale circondata da dolci colline. Il Tura è un fiume poco profondo, con ampie zone umide lungo le sue rive.
Il fiume è soggetto a tracimazioni durante lo scioglimento delle nevi in primavera; di solito si hanno picchi nella seconda metà di maggio, quando il fiume diventa fino a dieci volte più ampio rispetto alla tarda stagione estiva. La città è protetta dalle inondazioni da una diga in grado di resistere a inondazioni fino a 8 metri di altezza. Il più alto livello dell'acqua durante le inondazioni a Tjumen' è stato di 9,15 metri, registrato nel 1979. Più recentemente, nel 2007, è stato registrato un livello di 7,76 metri.

### Clima
Tjumen' ha un clima umido continentale (DFB nella classificazione dei climi di Köppen), con estati calde e moderatamente umide e inverni lunghi e freddi. Il clima in città è molto variabile, e la temperatura in città è sempre superiore a quello dell'area circostante di qualche grado, così che la zona della città attira più precipitazioni. La temperatura media di gennaio è di −16,7 °C, con un record minimo di −50 °C registrato nel febbraio 1951. La temperatura media di luglio è invece di 18,6 °C, con un record di 38 °C.
Le precipitazioni medie annue sono di 457 millimetri. L'anno più piovoso mai registrato fu il 1943, con 581 millimetri, il più secco il 1917, con soltanto 231 millimetri.
| TJUMEN'             | Mesi  | Mesi  | Mesi  | Mesi | Mesi | Mesi | Mesi | Mesi | Mesi | Mesi | Mesi  | Mesi  | Stagioni | Stagioni | Stagioni | Stagioni | Anno |
| TJUMEN'             | Gen   | Feb   | Mar   | Apr  | Mag  | Giu  | Lug  | Ago  | Set  | Ott  | Nov   | Dic   | Inv      | Pri      | Est      | Aut      | Anno |
| ------------------- | ----- | ----- | ----- | ---- | ---- | ---- | ---- | ---- | ---- | ---- | ----- | ----- | -------- | -------- | -------- | -------- | ---- |
| T. max. media (°C)  | −12,4 | −9,4  | −0,5  | 9,2  | 16,6 | 22,2 | 24,1 | 20,7 | 14,9 | 5,4  | −3,3  | −9,4  | −10,4    | 8,4      | 22,3     | 5,7      | 6,5  |
| T. min. media (°C)  | −21,7 | −20,0 | −11,4 | −1,3 | 4,4  | 10,3 | 13,3 | 10,4 | 5,1  | −2,2 | −10,7 | −17,6 | −19,8    | −2,8     | 11,3     | −2,6     | −3,5 |
| Precipitazioni (mm) | 24    | 17    | 15    | 27   | 39   | 62   | 85   | 58   | 49   | 39   | 32    | 24    | 65       | 81       | 205      | 120      | 471  |
| Giorni di pioggia   | 7     | 5     | 4     | 6    | 7    | 9    | 9    | 10   | 9    | 9    | 8     | 6     | 18       | 17       | 28       | 26       | 89   |

## Storia

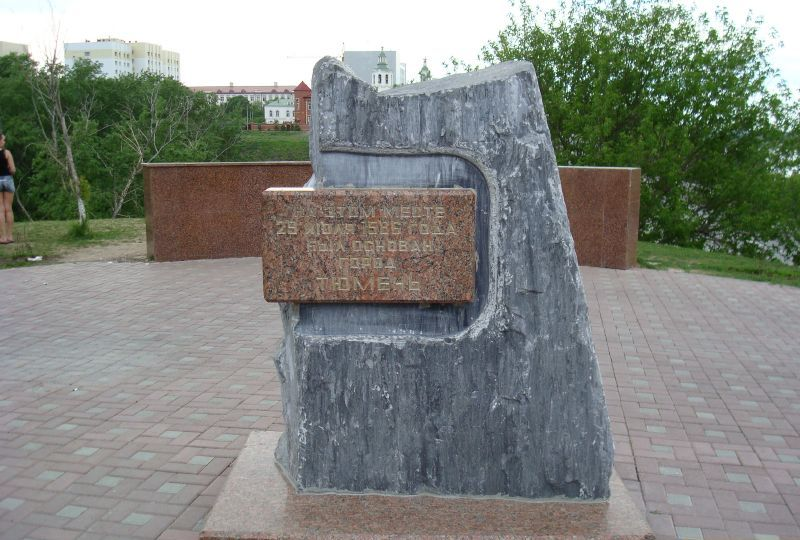
Stele celebrativa sul luogo di fondazione della città.

L'area di Tjumen', originariamente parte del Khanato di Sibir, fu annessa alla Russia nel 1585 dall'atamano cosacco Ermak Timofeevič il quale era a capo di una spedizione militare russa organizzata, con il beneplacito dello zar Ivan IV, per volere e con i mezzi finanziari della famiglia Strogonov.

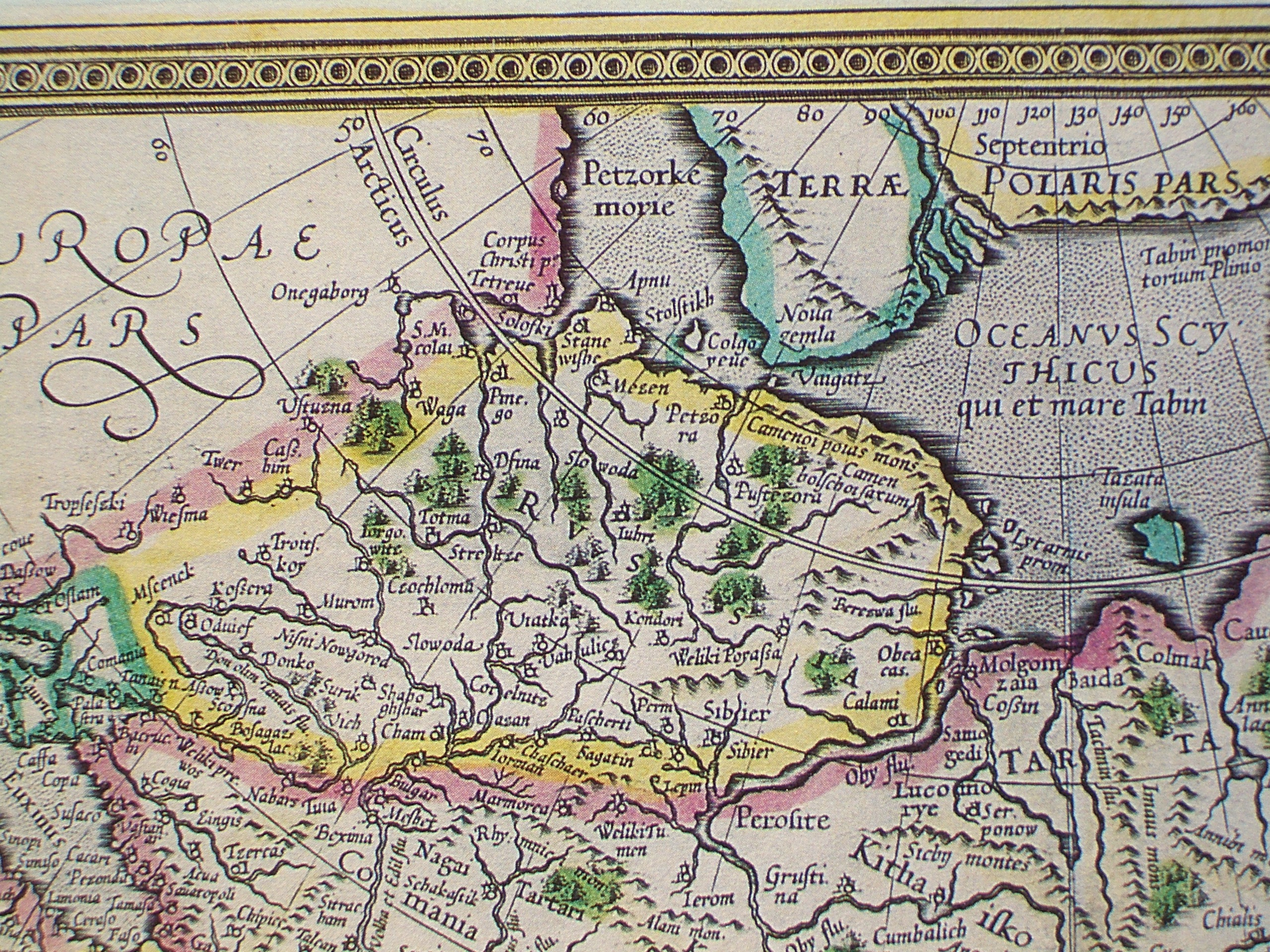
Weliky Tumen (Tjumen' la Grande), dettaglio di una carta dell'Asia, Gerardus Mercator, 1595.

### Origini
La città è uno dei più antichi insediamenti russi della Siberia e fu fondata il 29 luglio 1586, quando lo zar Feodor I ordinò ai due comandanti regionali, Vasilij Borisov Sukin e Ivan Mjasnoj, di costruire una fortezza non lontano dal sito dove sorgeva la città tatara di Čingi-Tura, rasa al suolo due anni prima da Ermak Timofeevič.

### XVII e XVIII secolo
Nato come semplice fortino (ostrog in russo) su una altura protetta dalle gole del fiume Tjumenka a sud e dal fiume Tura ad est, nei due secoli successivi Tjumen' conobbe prosperità derivante dal commercio poiché il luogo dove è stata fondata corrispondeva alla cosiddetta "Tjumenski portage" sulla storica rotta commerciale dall'Asia centrale alla regione del Volga. Il controllo di questo crocevia era stato continuamente conteso da diversi nomadi della Siberia meridionale nei secoli precedenti. Come risultato, i primi coloni russi sono stati spesso attaccati dai predoni tartari e calmucchi e fino alla metà del XVII secolo la popolazione di Tjumen' è stata dominata dalle guarnigioni di strel'cy e cosacchi di stanza nella città. Quando l'area diventò meno irrequieta, la città cominciò ad assumere un carattere meno militare.
All'inizio del XVIII secolo Tjumen' divenne un importante centro di scambi commerciali tra la Siberia e la Cina ad est e la Russia centrale ad ovest, così come un importante centro industriale, conosciuta per i suoi produttori di pelletteria, fabbri e altri artigiani. Nel 1763, 7 000 persone erano state registrate come residenti in città.

### XIX secolo
Nel XIX secolo lo sviluppo della città continua. Nel 1836, il primo battello a vapore in Siberia è stato costruito a Tjumen'. Nel 1862, il telegrafo arrivò in città, e nel 1864 fu installata la prima rete idrica. Ulteriore benessere arrivò a Tjumen' dopo la costruzione, nel 1885, della ferrovia Transiberiana. Per alcuni anni, Tjumen' è stata il capolinea più orientale della Russia e il sito di trasbordo delle merci tra la ferrovia e le imbarcazioni da carico che solcavano i fiumi Tura, Tobol, Irtyš e Ob.
Entro la fine del XIX secolo la popolazione di Tjumen' superò i 30 000 abitanti, surclassando la sua rivale a nord Tobol'sk e iniziando un processo per cui Tjumen' eclissò gradualmente l'ex capitale regionale. 

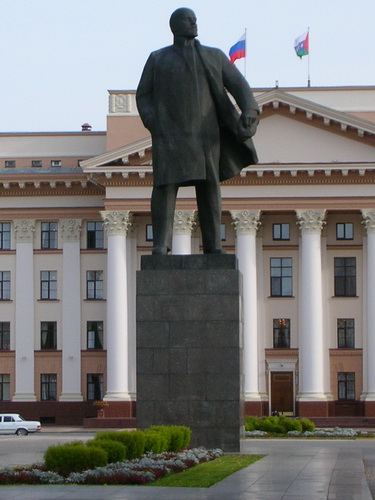
Monumento a Lenin.

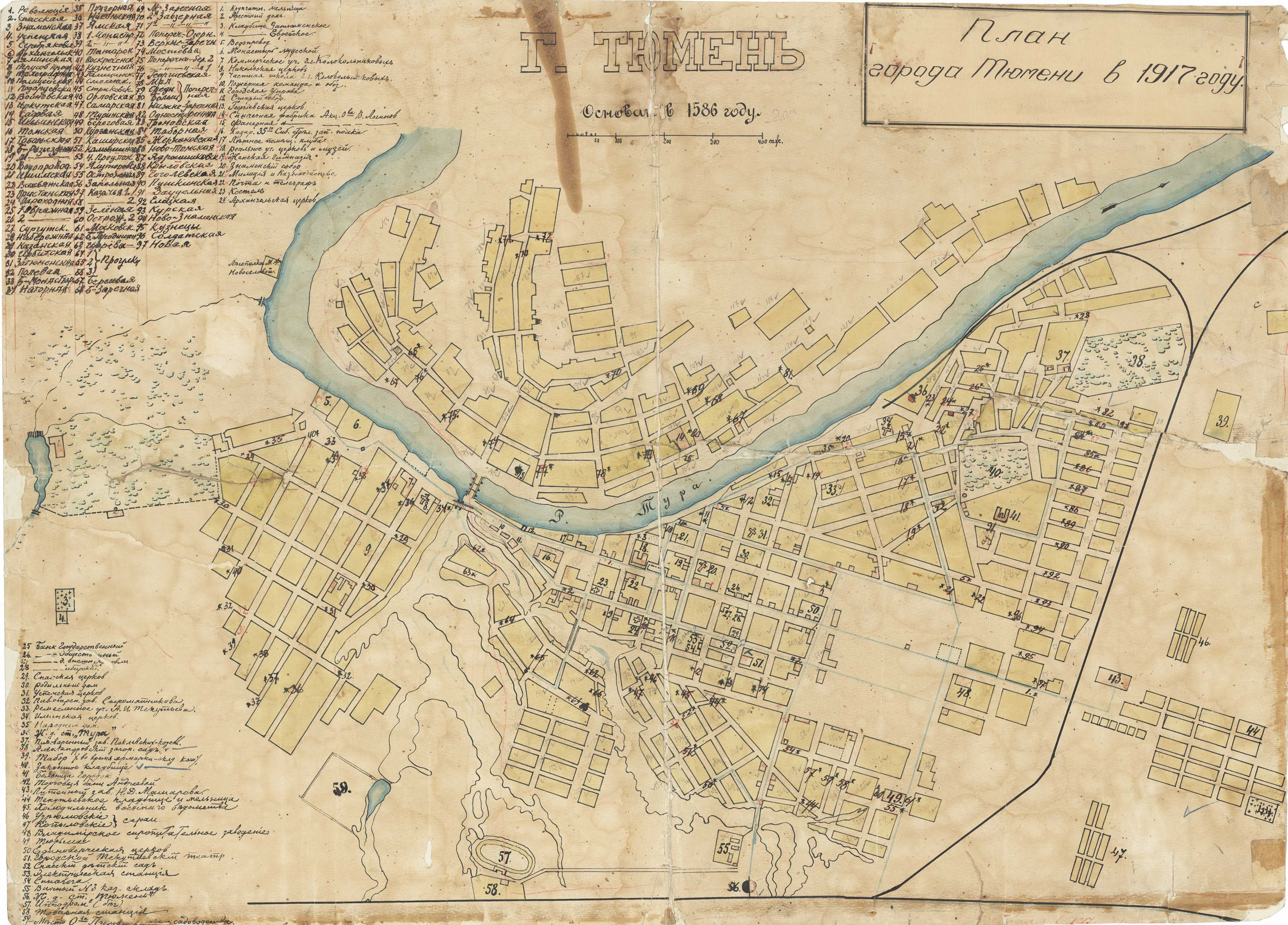
Pianta della città di Tjumen', 1917.

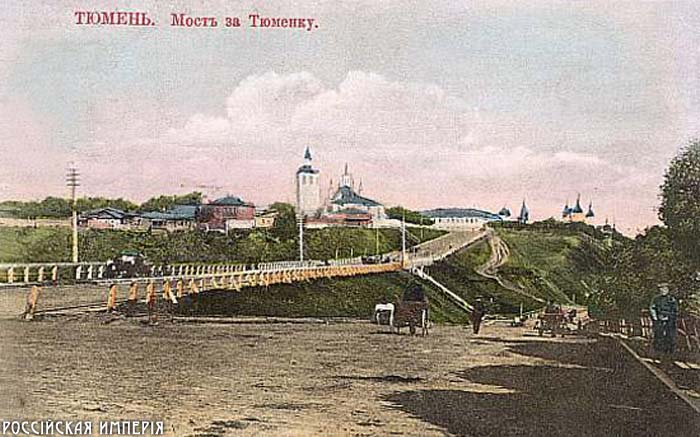
Il ponte sulla Tjumenka, cartolina a colori, 1917.

### XX secolo
Allo scoppio della guerra civile russa Tjumen' era controllata dalle forze fedeli all'ammiraglio Aleksandr Vasil'evič Kolčak e all'Armata Bianca, il quale instaurò una Repubblica Siberiana con capitale Omsk. Tuttavia la città cadde in mano all'Armata Rossa il 5 gennaio 1918.
Nel corso del 1930, Tjumen' divenne un importante centro industriale dell'Unione Sovietica e, all'inizio della seconda guerra mondiale, la città aveva molti settori già consolidati, tra cantieristica navale, produzione di mobili, e la fabbricazione di prodotti in pelliccia e in pelle.
Durante la seconda guerra mondiale, conosciuta in Russia come Grande Guerra Patriottica, la città vide una rapida crescita, fino a che nell'inverno del 1941 le 22 maggiori imprese industriali vennero evacuate a Tjumen' dalla parte europea dell'Unione Sovietica, e furono messe in funzione nella primavera successiva. Inoltre, in tempo di guerra Tjumen' diventò una "città ospedale", dove vennero trattati migliaia di soldati feriti.
Durante le fasi iniziali dell'operazione Barbarossa, quando sembrava possibile che Mosca potesse cadere per l'avanzata dell'esercito tedesco, Tjumen' divenne anche il rifugio per la salma del padre della Rivoluzione russa, Vladimir Il'ič Ul'janov, meglio conosciuto con il soprannome di Lenin, che fu segretamente trasferito dal suo mausoleo in una tomba nascosta situata in quella che oggi è l'Accademia Statale dell'Agricoltura di Tjumen'. La crescita di Tjumen' la portò, il 14 agosto 1944, a divenire il centro amministrativo della vasta regione omonima. Tra il 1941 e il 1945, più di 20 000 abitanti di Tjumen' entrarono in azione al fronte, con quasi un terzo, 6 000, morti in azione (il numero esatto di vittime è incerto poiché dati ufficiali comprendono i soldati che sono morti negli ospedali di Tjumen').
Al 1948 risale la scoperta di consistenti giacimenti di petrolio nell'oblast' di Tjumen'. Nonostante la maggior parte dei giacimenti di petrolio e gas naturale siano a centinaia di chilometri a nord della città, vicino alla città di Surgut, Nižnevartovsk e Novyj Urengoj, Tjumen' è sempre stata il nodo ferroviario più vicino e il centro amministrativo dell'oblast', il che ha reso la città la sede naturale per numerose imprese collegate all'industria petrolifera e di raffinazione, contribuendo allo sviluppo della città tra il 1963 e il 1985. Questi anni videro l'arrivo a Tjumen' di decine di migliaia di lavoratori qualificati provenienti da tutta l'Unione Sovietica.
Ai nostri giorni, la situazione non è cambiata, e il petrolio continua ad essere la ragione della prosperità della città.
La rapida crescita della città ha portato anche una serie di problemi imprevisti, come la popolazione in rapida crescita che ha superato le capacità delle infrastrutture sociali piuttosto limitata di Tjumen'. La mancanza di lungimiranza urbanistica ha portato a squilibri nello sviluppo della città.
Putin, maestro di arti marziali, ha voluto creare a Tyumen la più importante cittadella russa del judo, che ospita fra i migliori tecnici del mondo, e dove il 25 settembre ha luogo una gara internazionale con stage di 9 giorni.

## Infrastrutture e trasporti

### Aeroporti

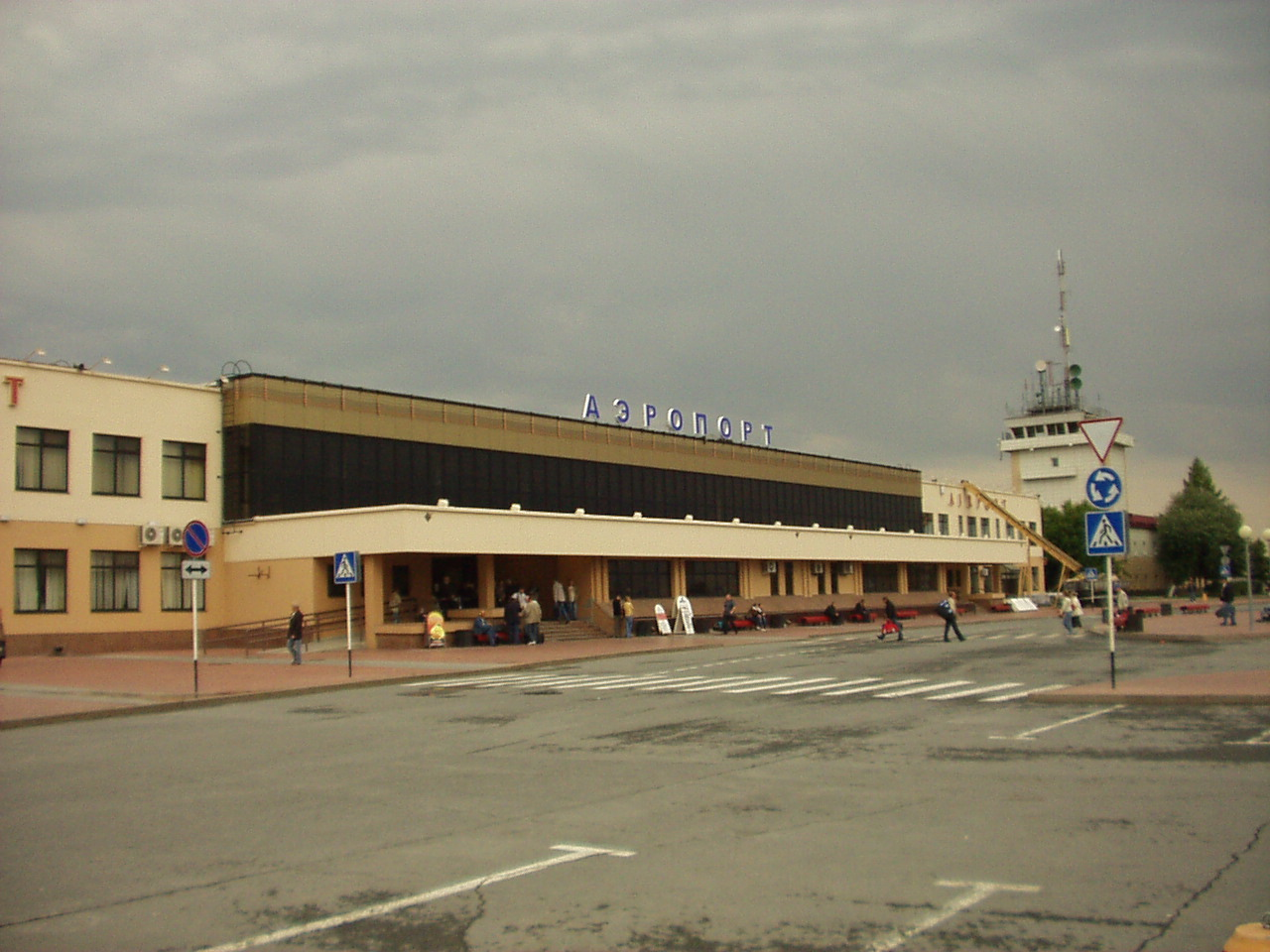
L'Aeroporto Internazionale di Roščino

Tjumen' è servita dall'Aeroporto Internazionale di Roščino dove si basa una delle maggiori compagnie aeree russe, la UTair, che effettua anche un volo diretto da e per Monaco di Baviera. Voli regolari e charter delle compagnie aeree russe la collegano sia al resto della Federazione Russa, che ad alcune delle principali località dei paesi confinanti.

### Ferrovie

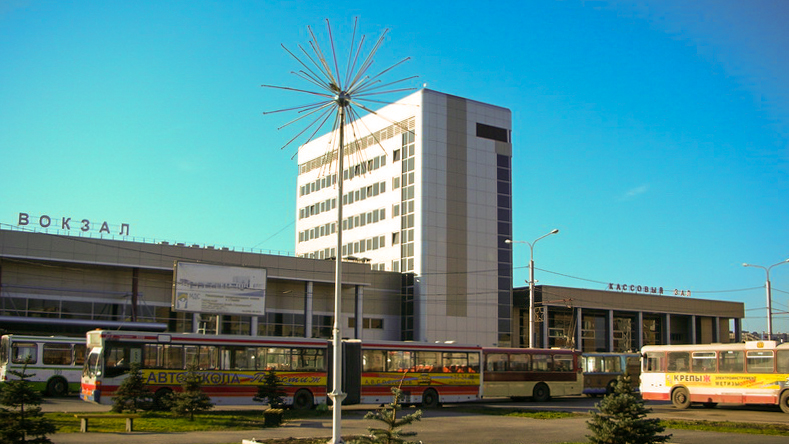
La stazione ferroviaria di Tjumen', 2008.

Tjumen' è una stazione della famosa Ferrovia Transiberiana che collega Mosca con Vladivostok e si trova al 2138° chilometro dalla stazione di Mosca.
Dalla stazione ferroviaria di Tjumen' è possibile raggiungere importanti località della regione.
Inoltre grazie alla relazione ferroviaria Sibirjak è possibile raggiungere Minsk, Varsavia e Berlino.

### Autolinee
I collegamenti urbani sono garantiti da linee servite da autobus e filobus. A questi si affianca la Maršrutka, un servizio di taxibus molto comune e diffuso in tutta l'ex Unione Sovietica, svolto con mezzi omologati dai 9 ai 14 passeggeri. Sono presenti linee extraurbane che collegano la città di Tjumen' con gli altri centri abitati della regione e con le località limitrofe. Data la vastità del territorio, in Russia le autostrade sono poco sviluppate. Non fa eccezione l'oblast' di Tjumen' dove sono comunque presenti strade regionali ad una o due corsia per senso di marcia che collegano Tjumen' ai centri abitati della regione come Tobol'sk e Jalutorovsk, fino a raggiungere le più importanti città delle vicine regioni: Ekaterinburg, Omsk ed altre.

## Società

### Evoluzione demografica
La città di Tjumen' è una delle poche città siberiane a presentare una crescita demografica:
- 1897: 29 600
- 1939: 79 200
- 1959: 150 000
- 1970: 269 000
- 1979: 358 900
- 1989: 476 900
- 2002: 510 719
- 2006: 542 500
- 2012: 609 605
- 2016: 720 575

## Amministrazione

### Gemellaggi
- Celle
- Daqing
- Houston

## Galleria d'immagini

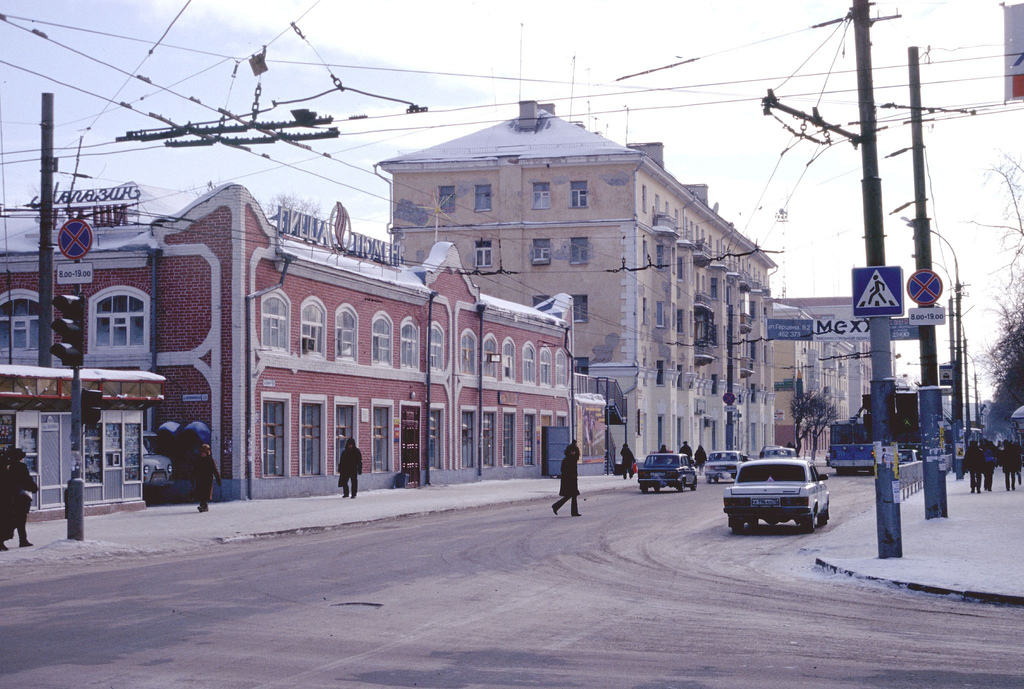
Via della città
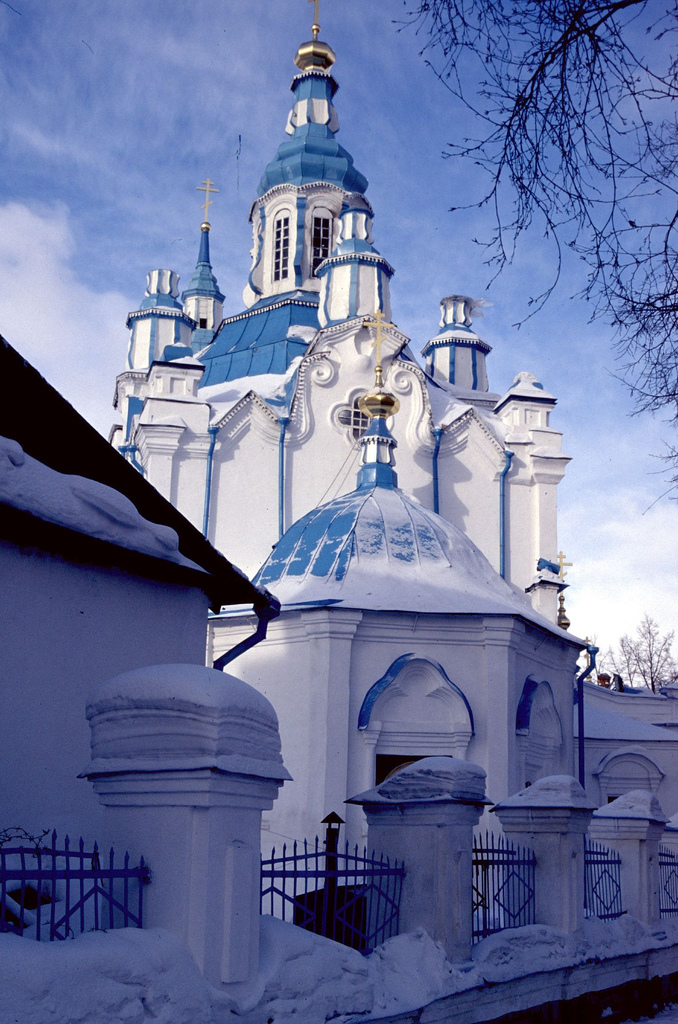
Chiesa della città
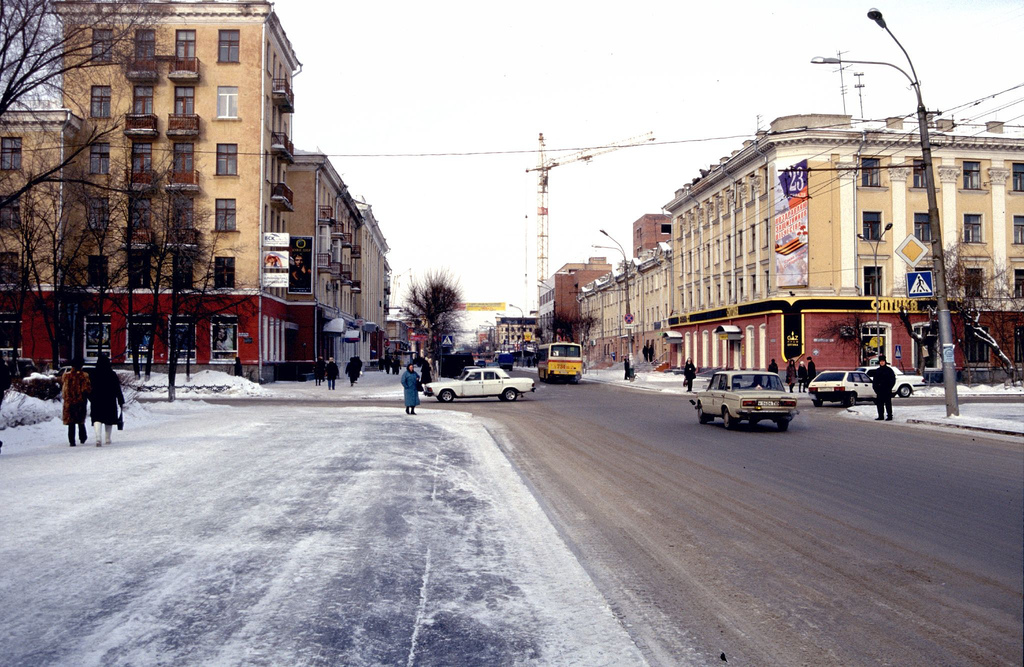
Via della città
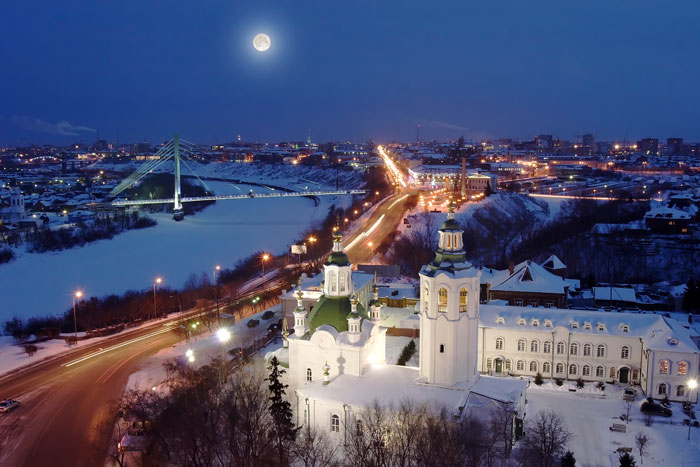
Il monastero della Trinità e il Ponte degli Innamorati
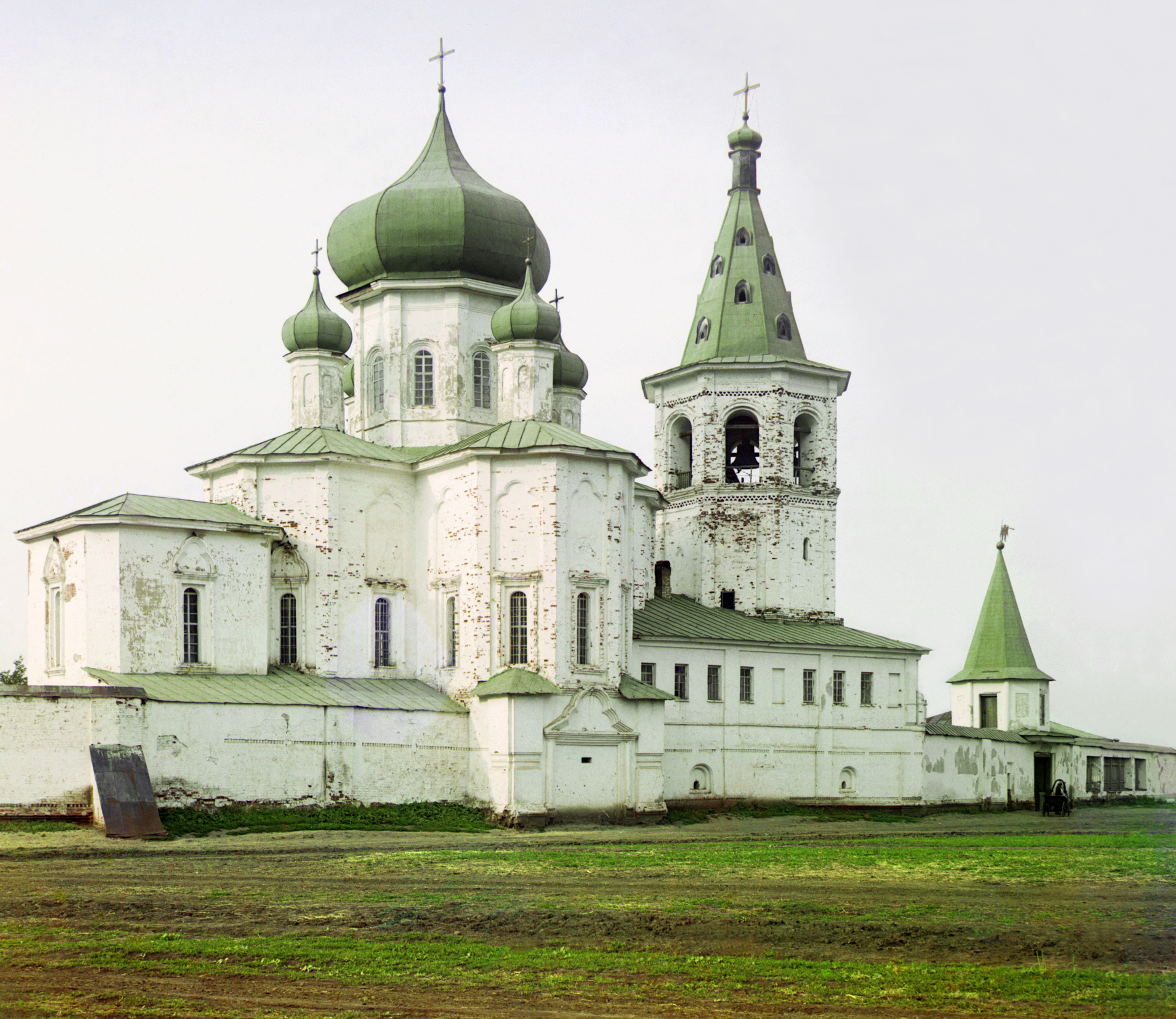
Il Monastero della Trinità, 1912
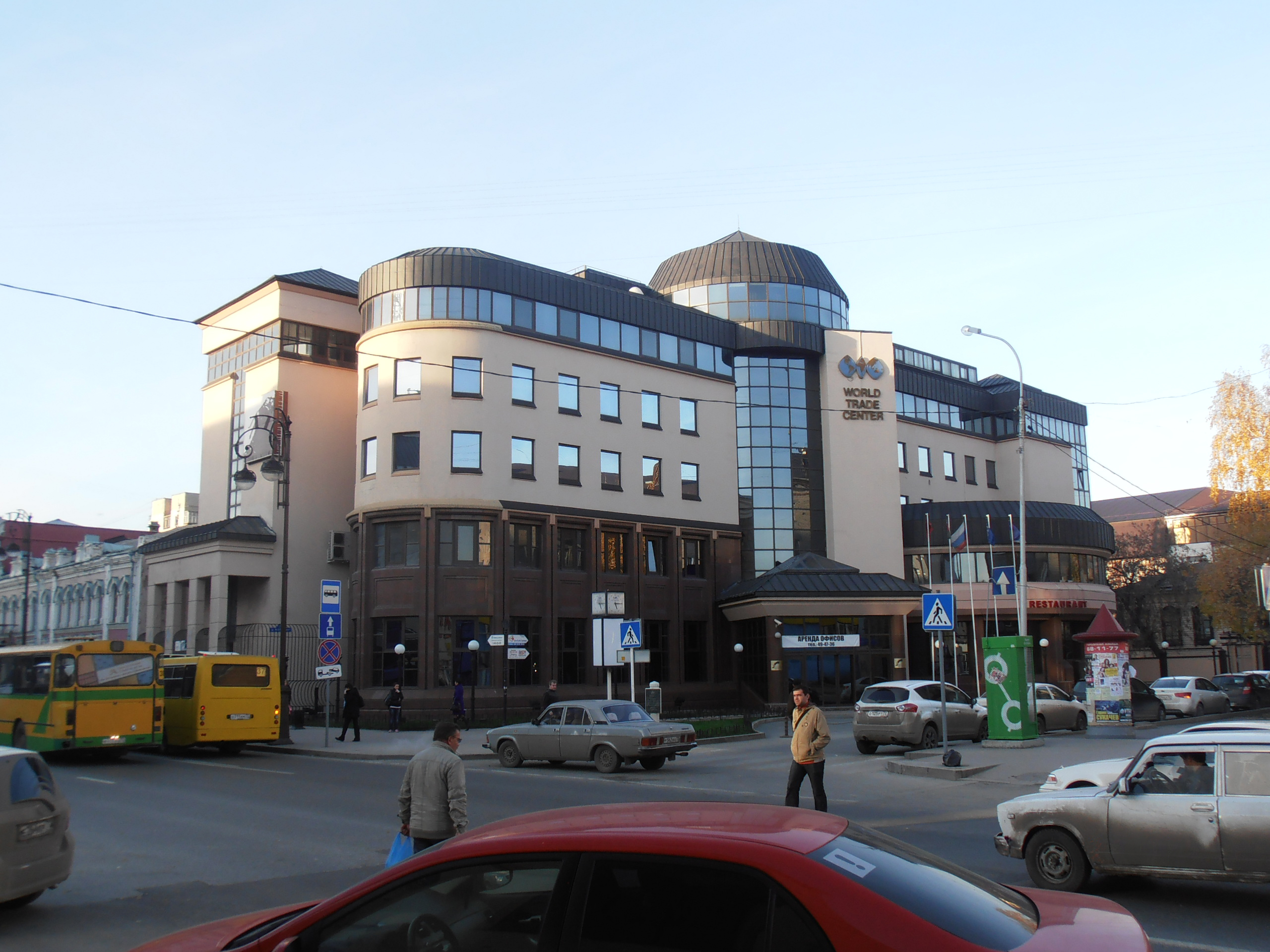
World Trade Center di Tjumen'